# 1992年バルセロナオリンピックのイラン選手団
1992年バルセロナオリンピックのイラン選手団（1992ねんバルセロナオリンピックのイランせんしゅだん）は、1992年7月25日から8月9日にかけてスペインのカタルーニャ州バルセロナで開催された1992年バルセロナオリンピックのイラン選手団、およびその競技結果。

## 概要
今大会は銀メダル1個、銅メダル2個の合計3個のメダルを獲得した。

## メダル
| メダル | 選手名                   | 競技       | 種目                     |
| ------ | ------------------------ | ---------- | ------------------------ |
| 銀     | アスガリ・モハメディアン | レスリング | 男子フリースタイル62kg級 |
| 銅     | アミレザ・ハデム         | レスリング | 男子フリースタイル74kg級 |
| 銅     | ラスール・ハデム         | レスリング | 男子フリースタイル82kg級 |